# Eduard Georg Seler
Eduard Georg Seler (Crossen an der Oder, 5 de desembre de 1849 - Berlín 23 de novembre de 1922) va ser un destacat antropòleg, etnohistoriador, lingüista, epigrafista, acadèmic i acadèmic americanista alemany, que va fer extenses contribucions en aquests camps cap a l'estudi de les cultures de l'era precolombina a Amèrica.

## Investigació
Seler és conegut sobretot pels seus estudis fonamentals sobre l'etnografia, els documents i la història de les cultures de Mesoamèrica, pels que és considerat un dels estudiosos més influents actius al tombant del segle xx. Seler va establir molts fonaments per comprendre i desxifrar l'escriptura pictòrica asteca. Una contribució principal va ser el redescobriment i l'anàlisi del sistema bàsic del calendari asteca: l'existència de dos calendaris asteques, un solar profà de 365 dies (ús diari) i un calendari religiós lunar de 263 dies. També va assenyalar a partir de les fonts que les xifres de víctimes d'assassinat cerimonial presumptes per sacerdots i militars espanyols (que es va informar repetidament que eren més de 10.000 o fins i tot 100.000) eren propaganda molt exagerada probablement.
Com que era pobre i tenia una salut dolenta, va ser ajudat i suportat físicament i intel·lectualment durant dècades per la seva dona Cäcilie (Cecilia) Seler-Sachs (1855–1935). Les seves fotografies de temples i piràmides asteques encara són útils per als científics i, després de la mort del seu marit, va comprovar i publicar les seves obres. Seler també va rebre l'ajut de l'historiador i acadèmic mexicà Antonio Peñafiel.

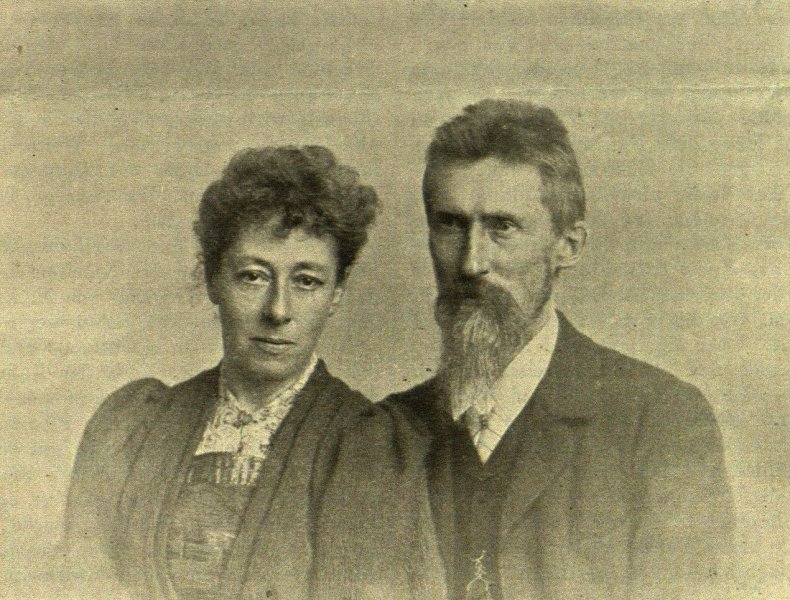
Retrat d'Eduard Seler i la seva esposa Caecilie Seler-Sachs del 1897

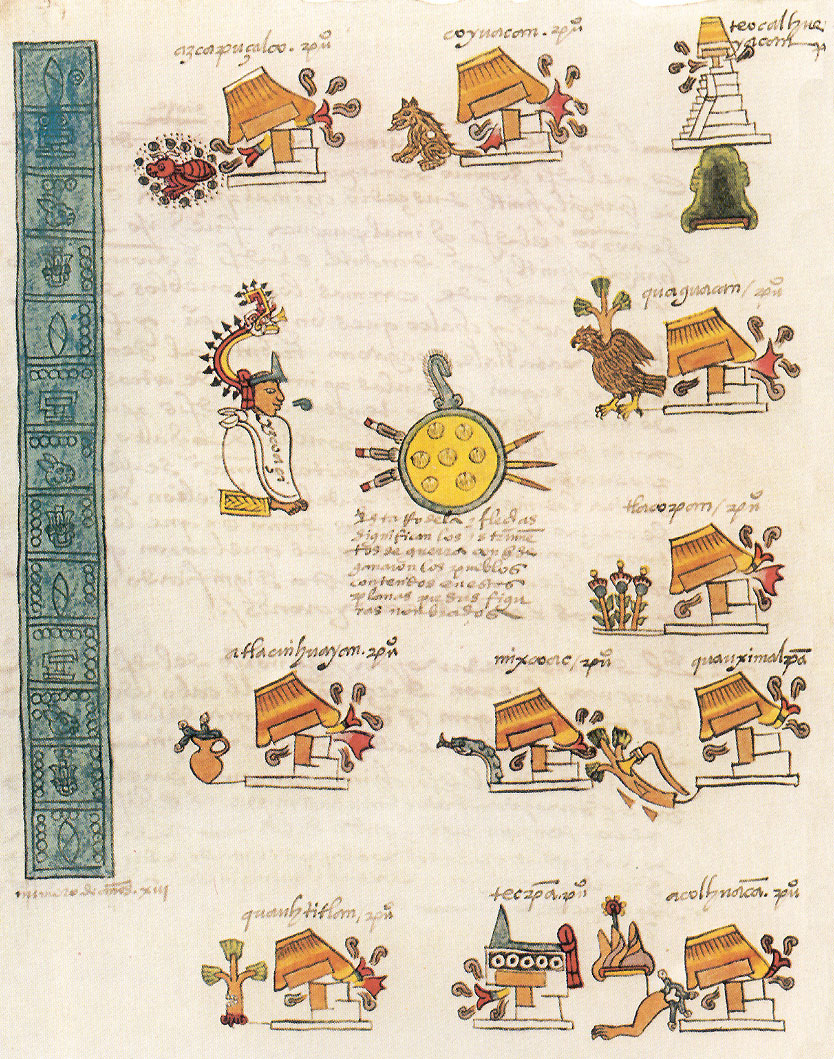
Pàgina del Còdex Mendoza : les conquestes i normes d'Itzcoatl tlatoani de Tenochtitlan (1427–1440)

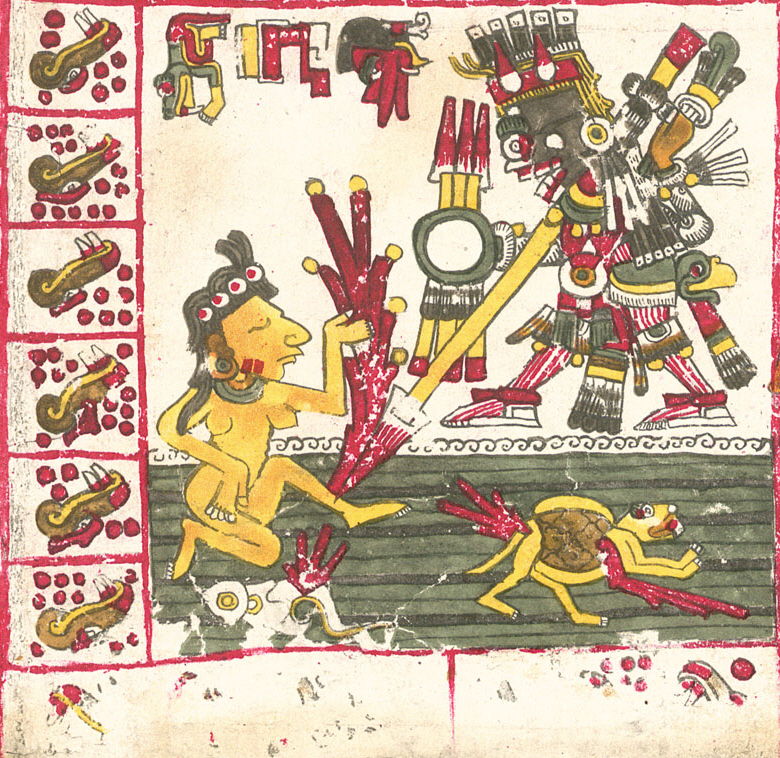
Pàgina inferior esquerra del Còdex Borgia: la deïtat Tlahuizcalpantecuhtli llançant una dona

## Cronologia
- 1863-69 - Assistència al Joachimsthalsche Gymnasium, Berlín
- 1870-71 - Servei militar (durant la Guerra francoprussiana)
- 1871-75 - Va estudiar a la Universitat de Berlín
- 1875-79 - Ensenyament de ciències i matemàtiques
- 1887 - Doctorat per la Universitat de Leipzig
- 1895-97 - Investigació de jaciments de les coves mayes inclòs Quen Santo[4]
- 1904-22 — Direcció de la divisió americana del Königliches Museum für Völkerkunde in Berlin

## Escrits d'Eduard Seler
- Gesammelte Abhandlungen zur Amerikanischen Sprach- und Alterthumskunde. 5 vols. Berlin : A. Asher, 1902-1923.
- Collected Works in Mesoamerican Linguistics and Archaeology. Culver City (CA) : Labyrinthos, 1990-1998; translated (by Charles P. Bowditch & Frank E. Comparato) into English.